# Shinobue

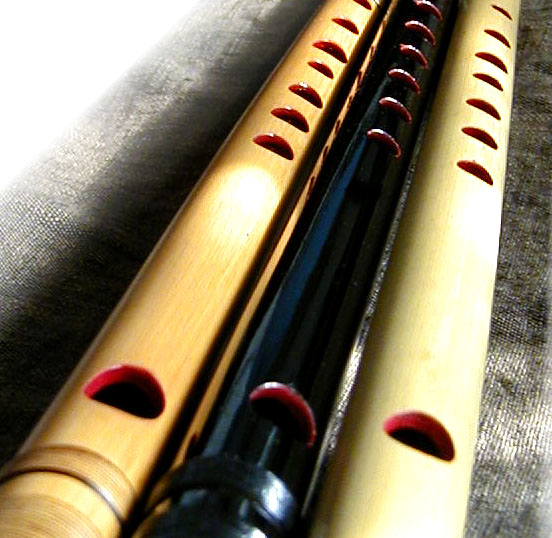
Shinobue

Shinobue é a palavra japonesa para a flauta transversal folclórica do Japão. Ela é freqüentemente utilizada em matsuris (festivais folclóricos) acompanhando taikos (conhecida como estilo O-hayashi), ou com shamisen (estilo Uta ou Ongaku).

## O-Hayashi
A Shinobue no estilo O-Hayashi não possui uma afinação correta (Afinação fora de escala), utilizada apenas para fazer composições harmônicas para os taikos. Pode ser produzida por qualquer pessoa que não seja um luthier experiente, tendo as medidas e sendo um bom marceneiro pode-se obter uma ótima O-Hayashi.

## Ongaku ou Uta
Utilizada em solos, ou acompanhando o Shamisen, este estilo de shinobue possui afinação em A, B e C, sendo a primeira mais grave e a última mais aguda. Ela possui afinação em escala e precisa ser fabricada por um luthier experiente, com as medidas precisas, e a afinação em 440 Hz.

## Algumas músicas com Shinobue
- Irodori - Kodo
- Tokyo Ondo - Música Tradicional
- Sakura - Música Tradicional
- Okinawa Ondo - Música Tradicional
- Oyabushi - Música Folclórica
- Hien - Wadaiko Tsubame